# Maoricolpus roseus
Maoricolpus roseus es una especie de molusco gasterópodo de la familia Turritellidae. 
Una subespecie de esta especie se ha descrito:
Maoricolpus roseus manukauensis Powell, 1931

## Distribución geográfica
Se encuentra  en Nueva Zelanda.